# Deux cantiques de première communion
Les Deux cantiques de première communion, op. 142 et 146, sont un ensemble d'œuvre de la compositrice Mel Bonis, datant de 1933.

## Composition
Mel Bonis compose ses Deux cantiques de première communion pour voix ou chœur à l'unisson et accompagnement d'orgue ou de piano en 1933. Le manuscrit d'Ô mystère d'amour est daté de 1933. Les deux œuvres sont publiées aux éditions Hamelle en 1934 et en 1936.

## Structure
Le corpus se compose de deux mélodies :
1. Troupe innocente, op. 142
2. Ô mystère d'amour, op. 146

## Sources
- Étienne Jardin, Mel Bonis (1858-1937) : parcours d'une compositrice de la Belle Époque, 2020 (ISBN 978-2-330-13313-9 et 2-330-13313-8, OCLC 1153996478, lire en ligne)